# 袁宗道
袁宗道（1560年—1600年），字伯修，號玉蟠，一號石浦，湖廣荊州府公安縣（今湖北省公安縣）長安里人，明朝政治人物、文學家，進士出身。

## 生平
万历七年（1579年）湖广乡试第八名举人，十四年（1586年）会试第一（會元），殿試成二甲第一名進士（傳臚）。吏部观政，改翰林院庶吉士，十六年十月授翰林院编修，充经筵展书官，十九年十月编纂六曹章奏，二十三年充正使纂修官，二十四年五月管理诰敕，萬曆二十五年（1597年）充东宫讲官。二十六年七月升左中允，二十六年九月与范醇敬充武场考试官，二十七年五月升左谕德兼翰林院侍讲，掌司经局篆，纂修、讲读如故，二十八年四月升右春坊右庶子兼侍读，掌本坊印信，二十八年十一月病卒，终年四十岁。天启初年赠少詹事。宗道以右庶子任東宮講官時，“省交游，簡應酬”，辦事“雞鳴而入，寒暑不輟”，致積勞成疾。去世以后，連購買棺材及眷屬回故里的路費都是朋友們的捐助和賣盡他的書畫幾硯湊的。他同時也是“公安派”文學的發起者和領袖之一，主張文章自要發揮性靈，研究古文不可全模仿拘泥，而是要「學其意，不必泥其字句也」。与弟宏道、中道并称“公安三袁”，著有《白蘇齋集》等。

## 著作
著有《白苏斋集》22卷行世。

## 家族
曾祖父袁暎、祖父袁大化、父袁鍊。母龔氏、庶母劉氏。重庆下。兄秩宗、宗教、崇吉，俱庠生。弟宗正、宗賢、宏道（庠生）、中道（庠生）、論道、安道、宗慶、宗伯。